# The Falcon's Brother
The Falcon's Brother es una película de drama criminal estadounidense de 1942 en la que George Sanders, quien había estado interpretando a The Falcon («El Halcón») en una serie de películas, aparece con su hermano en la vida real Tom Conway; Sanders le entregó la serie a Conway, quien interpretaría al nuevo Falcon en nueve películas posteriores. Jane Randolph aparece en un papel secundario. The Falcon's Brother, la única que presenta dos Falcon, fue dirigida por Stanley Logan.

## Argumento
El detective Gay Lawrence (George Sanders), conocido como «El Halcón», llega a un muelle para encontrarse con un crucero latinoamericano. A bordo está el hermano de Lawrence, Tom (Tom Conway), quien es declarado muerto, víctima de suicidio, pero Lawrence afirma que el cuerpo en la cabina no era el de su hermano. Cree que la persona hallada en la cabina ha sido asesinada, y comienza a investigar a los posibles asesinos antes de descubrir que su hermano aún sigue vivo. Su búsqueda lo lleva a través de espías, chantajistas y criminales, y le conduce a una famosa revista de moda y a enfrentarse con una red de espías nazis, de la cual debe proteger a un diplomático para evitar que atenten contra su vida.

## Reparto
- George Sanders como Gay Lawrence/El Halcón
- Tom Conway como Tom Lawrence/El Halcón.
- Jane Randolph como Marcia Brooks
- Don Barclay como Lefty.
- Cliff Clark como el inspector Timothy Donovan.
- Edward Gargan como el detective Bates.
- Eddie Dunn como el detective Grimes.
- Charlotte Wynters como Arlette.
- James Newill como Paul Harrington.
- Keye Luke como Jerry, el criado de Gay.
- Amanda Varela como Carmela.
- George J. Lewis como Valdez.
- Gwili Andre como Diane Medford.
- André Charlot como Savitski.
- Mary Halsey como la señorita Ross.
- Charles Arnt como Pat Moffett.
- Richard Martin como oficial del barco de vapor.
- Julie Warren como chica llamativa
- Ken Harlan como Torrence.
- André Marsaudon como Dr. De Sola.
- John Dilson como médico del barco
- Eddy Chandler como primer oficial.
- Jack Gargan como mayordomo.
- Tommy Tucker como niño.
- Kay Aldridge como chica española / modelo de vestido victoriano.
- Georgia Carroll como chica de portada de revista.
- Bonnie Kildare como Miss Honolulu.
- Max Waizman como Devlin.
- Percy Launders como el portero de Arlette.
- Ralph Brooks como asistente de Arlette.

## Producción
En enero de 1942, Sanders informó que ya no deseaba hacer películas de la serie.
Aunque estaba siendo reemplazado por su hermano mayor, Tom Conway, Sanders, que quería salir de la serie, insistió en que su personaje fuera asesinado en The Falcon's Brother. RKO había querido que Sanders protagonizara una película más de The Falcon con el incentivo de que el que su hermano asumiera el papel principal impulsaría su carrera. Al final, las películas protagonizadas por Conway fueron más exitosas comercialmente que las películas en las que aparecía Sanders.

## Recepción

### Crítica
En su reseña de The Falcon's Brother, Bosley Crowther escribió, en The New York Times, «... en este encuentro final del detective alegre con los criminales, el Sr. Sanders sólo inicia el espionaje y luego se retira convenientemente mientras su verdadero hermano (además de en la ficción), Tom Conway, se hace cargo de la persecución y luego, al final, el Sr. Sanders es asesinado incondicionalmente (muerto en cumplimiento heroico del deber), mientras que el Sr. Conway debe continuar. Así, un Halcón pasa, pero otro es providencialmente desarrollado. Es una lástima que todo el ingenio que se utilizó para efectuar este cambio interfraternal no se haya puesto en la idea posterior de una trama. Tal como está, "The Falcon's Brother" es solo un misterio moderadamente confuso. Resulta que el cuento, que se jacta de tres asesinatos casuales y la disposición final del Sr. S. Los espías nazis son los villanos, y eso es bastante rutinario en estos días y, quizás de manera descortés, hay que decir que el Sr. Conway es justo como un héroe. Su voz es como la del Sr. Sanders, pero sus modales no son tan suaves».

### Taquilla
The Falcon's Brother obtuvo una ganancia de 128 000 dólares.